# Татафу Полота Нау
Татафу Полота Нау (енгл. Tatafu Polota-Nau; 26. јул 1985) професионални је аустралијски рагбиста и репрезентативац, који тренутно игра за Варатасе. Висок 181 цм, тежак 115 кг, пореклом са Тонге, за Варатасе је до сада одиграо 128 утакмица и постигао 65 поена. За Аустралију је дебитовао против Енглеске у Лондону. За "валабисе" је до сада одиграо 61 тест мечева и постигао 10 поена. Снажан и екпсплозиван напорно је тренирао да би поправио технику. Студирао је уметност, а његов рођак Тонга Фифита је познати рвач.